# Чиндант 2-й
Чинда́нт 2-й (рос. Чиндант 2-й) — село у складі Борзинського району Забайкальського краю, Росія. Адміністративний центр та єдиний населений пункт Чиндантського сільського поселення.

## Населення
Населення — 711 осіб (2010; 814 у 2002).
Національний склад (станом на 2002 рік):
- росіяни — 77 %